# Borovnice, Žďár nad Sázavou
Borovnice là một làng thuộc huyện Žďár nad Sázavou, vùng Vysočina, Cộng hòa Séc.